# Padôme
Le Padôme est un ruisseau de l'ouest de la France et un affluent de rive gauche de la Boutonne, constituant ainsi un sous-affluent de la Charente. Ce modeste ruisseau se situe dans la partie nord-est du département de la Charente-Maritime, dans la région Nouvelle-Aquitaine.

## Hydrographie
Avec une longueur totale de 14,3 km, le Padôme est l'un des nombreux petits affluents de rive gauche de la Boutonne où son modeste cours conflue avec la Boutonne au petit village de Vervant, à 8 km au nord de Saint-Jean-d'Angély.
Ce ruisseau se situe entre la Saudrenne, au nord, qui conflue en aval du village de Nuaillé-sur-Boutonne et la Nie, au sud, le plus long affluent de rive gauche de la Boutonne.
La direction de son cours suit généralement une direction nord-est/sud-ouest comme l'ensemble des rivières voisines de la rive gauche de la Boutonne qui suivent les ondulations formées par la tectonique du plateau saintongeais.
Le Padôme n'a pas de tributaires connus mais la majeure partie de son cours assèche pendant la saison estivale depuis son lieu de source jusqu'en amont du village de Paillé. Avant son lieu de confluence avec la Boutonne, il s'écoule dans une fraîche et verdoyante petite vallée, bordée de vastes prairies, entre les villages des Églises d'Argenteuil et de Vervant. Son lieu de confluence se distingue sur sa rive droite par la présence du Château de Vervant, signalé par sa tour du XVIe siècle et un corps de logis reconstruit au XVIIIe siècle, et par son remarquable parc arboré.
Le ruisseau porte parfois et localement le nom de ruisseau de Cherbonnières où il est confondu avec un autre lieu de source qui serait alors situé au hameau du Grand-Fief dans cette même commune.

## Communes et cantons traversés
Ce ruisseau qui draine deux cantons de l'arrondissement de Saint-Jean-d'Angély, le canton d'Aulnay et le canton de Saint-Jean-d'Angély, arrose les cinq communes suivantes :
- Villemorin, lieu de source présumé.
- Cherbonnières, autre lieu de source présumé (au hameau de Grand-Fief).
- Paillé, Les Églises-d'Argenteuil, Vervant, lieu de confluence avec la Boutonne.

## Voir aussi

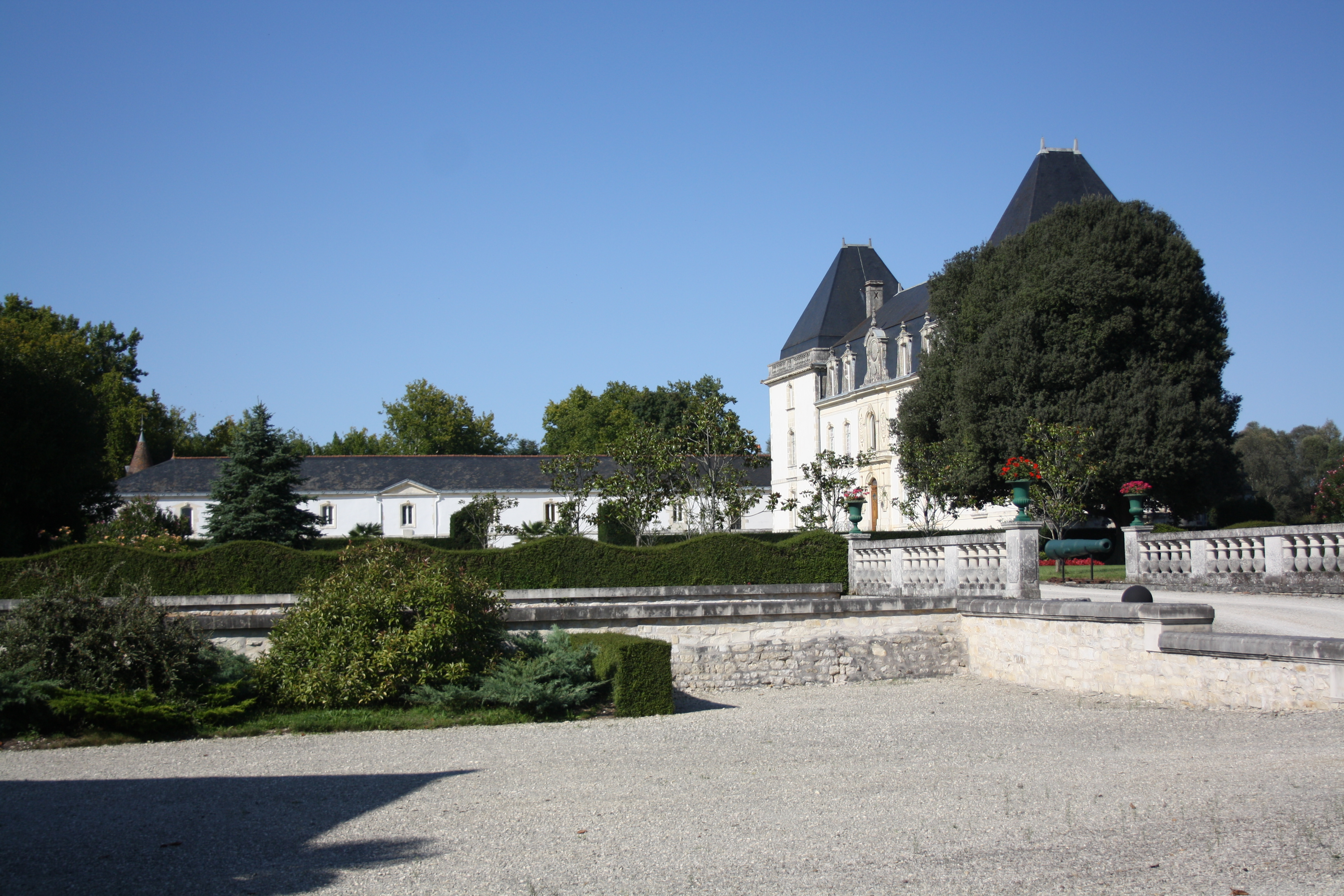
le Château de Vervant à la confluence du Padôme avec la Boutonne.